# جوهری بصری
ابوبکر احمد بن عبدالعزیز معروف به جوهری بصری (وفات ۳۲۳ هجری قمری در بصره) راوی اخبار تاریخی و ادبی بود. او بیشتر به فعالیت در زمینهٔ نقل و جمع‌آوری اخبار و روایات تاریخی به‌ویژه سدهٔ نخست هجری پرداخت. او بیشتر از همه از ابن شبّه روایت کرده‌است. معروف‌ترین اثر جوهری، السقیفه نام دارد. ابوالفرج اصفهانی، ابواحمد عسکری، ابوبکر وراق، احمد بن محمد انطاکی، محمد بن عمر جعابی و محمد بن عبدالله اخباری از او روایت نقل کرده‌اند. شیخ طوسی و دیگر علمای امامی از جوهری و کتاب السقیفه یاد کرده‌اند و این موضوع، احتمال تشیع او را مطرح کرد و شاید به همین دلیل در آثار رجال، نامی از او دیده نمی‌شود. به‌ویژه این‌که از جوهری روایاتی دربارهٔ فضائل علی بن ابی‌طالب و اخباری دربارهٔ اهل بیت نقل شده‌است.